# Javier Tenías
Javier Tenías Rodrigo (Zaragoza, España, 1972) es un escritor, actor, director y profesor de teatro español. Desde 1998 dirige la compañía Dispara Teatro (Madrid). Es autor del manual de interpretación sobre teatro cómico, clown y Commedia dell'Arte Comedia para tod@s (2010) y del ensayo La vida no es puro teatro (2016) y ha sido colaborador de la revista Historia de Iberia Vieja.

## Biografía
Forma parte del grupo poético-escénico Joven Vanguardia Poética (1992-1997).
En 1998 crea la compañía Dispara Teatro. Como autor, actor y/o director lleva a cabo espectáculos teatrales, en diferentes formatos y para públicos diversos, entre los que se encuentran: Bukowski (1999), basado en adaptaciones de textos de Charles Bukowski, El Lazarillo de Tormes (2001), Poe (2004), Criados y Enamorados (2007), Vis a vis (2012), Leyendas Urbanas (2013) proyecto llevado a cabo con micromecenazgo, cuyo estreno se produjo en el Festival Internacional de Teatro “ENITBAR” de Barranquilla, Colombia, acompañado de la actriz y directora Monica Callejo, El suicida fracasado (2015) y Leonardo Da Vinci quiere volar (2018).
Realiza estudios de Commedia dell’ Arte, improvisación, lucha escénica y acrobacia actoral, en la Scuola Internazionale dell’Attore Comico de Reggio Emilia (Italia) con el maestro Antonio Fava, y representa para esta misma escuela italiana, junto a su compañía Dispara Teatro, su espectáculo cómico Criados y Enamorados También realiza un Stage de Commedia dell’ Arte con el maestro Carlo Boso en el Centro Dramático de Aragón (España).
En 2003 participa como actor en el largometraje Una de zombis (2003), dirigido por Miguel Ángel Lamata y producido por Santiago Segura.
Imparte cursos y lleva a cabo representaciones teatrales por Europa y América, dando a conocer la práctica del clown y la Commedia dell'Arte. Es instructor en Formatéatre, empresa dedicada a la aplicación de las técnicas escénicas a ámbitos de la vida y lo laboral.
En el apartado literario ha sido codirector (1994-1998) de la colección de poesía El Ultimo Parnaso (Zaragoza, 1994) y de la multidisciplinar El Gran Parnaso (Zaragoza, 1996). Desde 2004 es director de la editorial Ediciones Dispares.
También ha trabajado como guionista en televisión y letrista para grupos musicales.

## Obra

### Poesía
- Que no me absorban las tinieblas (1992)
- Ventanas, incluido en La luna en la pupila (Ediciones Gabirol, Las Noches de Dalí, Zaragoza, 1994)
- Corbatas en cruz, incluido en Tres poemarios desnudos (Ed. Asociación Cultural El último Parnaso, 1994)
- Trilogía del Tiempo (Ed. Asociación Cultural El último Parnaso, 1994)
- Antología de poetas futuristas rusos. Introducción, selección y traducción (Ed. Asociación Cultural El último Parnaso, 1997) ISBN 84-921739-2-0
- El hombre que yace (Ediciones Dispares, 2004) ISBN 978-84-609-0908-5
- La ruta de la emoción (Ediciones Dispares, 2009) ISBN 978-84-613-2307-4
- Nunca y nadie (Ediciones Dispares, 2017) ISBN 1549748408
- La vida que se abre (Ediciones Dispares, 2017) ISBN 1549756400
- Antología décimo aniversario de La casa de Zitas (Ed. La casa de Zitas, 2018) en colaboración con VV.AA. ISBN 978-84-09-05479-4
- Hay que tumbar al amor (Ediciones Dispares, 2020) ISBN 979-8651951406
- Verano de un corazón japonés (Editorial Loto Azul, 2024) ISBN 978-8410366596

### Relatos
- Papel serpiente (Ed. Asociación Cultural El último Parnaso, 1998) con prólogo de Antonio Fernández Molina ISBN 84-95049-00-7
- Cuentos de la ficción real (Ediciones Dispares, 2015) ISBN 978-84-606-7570-9
- Cincuenta Cuentos (Ediciones Dispares, 2018) con ilustraciones de Ainvar ISBN 1981047247
- Nada es nuestro (Diario sin fechas) (Ediciones Dispares, 2018) ISBN 1720142823
- Esta no es tu ciudad y otros cuentos (Editorial Torre de Lis, 2021) ISBN 978-84-122970-6-5
- Yoel y Noel somos gemelos (Ediciones Dispares, 2022) con ilustraciones de Katherin Gutiérrez ISBN 979-8785159280

### Teatro
- Poe (Ediciones Dispares, 2004) creado en colaboración con José Manuel Camín ISBN 978-84-609-1197-5
- Voy a llevarte a bailar. Una comedia clown (1ª Edición: Ed. Asociación Florián Rey, 2004) ISBN 978-84-609-0973-6 (2ª Ed: Ediciones Dispares, 2017) ISBN 978-84-609-0973-6

- Teatro (2008 - 2018) (Ediciones Dispares, 2018) ISBN 1728943493

### Ensayo
- Comedia para tod@s. Interpretación: teoría, técnica y ejercicios (Ediciones Dispares, 2010) ISBN 978-84-614-4497-7
- La vida no es puro teatro. Aportaciones desde el mundo escénico para una vida sin manual de uso (Ediciones Dispares, 2016) ISBN 978-94-617-6354-2

### Novela
- Mi viaje a la Edad Media (Editorial Titanium, 2020) con prólogo de Bruno Cardeñosa ISBN 978-84-122915-1-3
- Cuatro ángeles (Ediciones Dispares, 2023) Premio Seshat Novela 2022 ISBN 978-84-09-57178-9

### Crónica
- Un viaje a mitad. Una crónica de acontecimientos de la guerra y de la posguerra para recuperar nuestra memoria (Ediciones Dispares, 2023) ISBN 978-84-09-53764-8

### Autobiografía
- Vaciando con humor el disco duro (Ediciones Dispares, 2022) ISBN 978-84-09-37396-3

## Teatro
| Año  | Obra                           | Director      |
| ---- | ------------------------------ | ------------- |
| 2024 | Antes de Cervantes             | Javier Tenías |
| 2018 | Leonardo Da Vinci quiere volar | Javier Tenías |
| 2015 | El suicida fracasado           | Javier Tenías |
| 2014 | Kika viaja para ser artista    | Javier Tenías |
| 2013 | Leyendas Urbanas               | Javier Tenías |
| 2011 | Vis a vis                      | Javier Tenías |
| 2007 | Criados y Enamorados           | Javier Tenías |
| 2005 | Poe                            | Javier Tenías |
| 2001 | El Lazarillo de Tormes         | Javier Tenías |
| 1999 | Bukowski                       | Javier Tenías |

## Filmografía

### Largometrajes
| Año  | Título        | Personaje | Director            |
| ---- | ------------- | --------- | ------------------- |
| 2003 | Una de zombis | Pólipo    | Miguel Ángel Lamata |

### Videoclips
| Año  | Título          | Grupo       |
| ---- | --------------- | ----------- |
| 1999 | No sé quién soy | Sick Brains |
| 1998 | Humor Negro     | Sick Brains |